# Меркулешти
Меркулешті (рум. Mărculesti, Меркулешть) — місто в Флорештському районі Молдови. Залізнична станція. У місті знаходиться військова база «Дечебал» і військовий аеродром.
У часи СРСР у Маркулештах базувалася винищувальна авіація Одеського військового округу [86-й гвардійський винищувальний полк]. У 2004 році військова база одержала статус аеропорту цивільного призначення.

## Відомі люди
- Єврейський письменник і педагог Шломо Гілельс з 1902 по 1917 рік служив директором середньої школи в Маркулештах
- Сорокський рабин Нісл (Нісон Мордкович) Колкер народився в Маркулештах в 1851 році, привселюдно розстріляний нацистами в перші дні окупації міста Сороки (1941)
- Рабин і суспільний діяч Ієгуда-лейб Маймон-Фішман народився в Маркулештах в 1875 році
- Піонер, лідер і теоретик жіночого робочого руху в Палестині Ада Фішман-Маймон народилася в Маркулештах в 1893 році
- Аргентинська поетеса Луїса Мондшайн Хальфон народилася в Маркулештах в 1903 році
- Єврейський поет Меєр Харац провів дитинство і юність у Маркулештах, автор великої поеми «Маркілешт» (Маркулешти, їдиш)
- В Зоряному містечку у тандема космонавтів Горбатко-Хрунов була кличка «Маркулешти», тому що обоє служили у військовій частині міста й звідси пройшли по конкурсі в загін космонавтів[2]